# École normale supérieure
Die École normale supérieure (ENS; deutsch „Höhere Normalschule“) ist ein Hochschultyp in Frankreich und anderen frankophonen Ländern. Dort zählen die wissenschaftlichen Grandes écoles traditionell zu den Elitehochschulen, was sich in einem rigorosen Auswahlverfahren, dem besonderen Status ihrer Studenten und einer sehr guten Finanzierung widerspiegelt. Ihr primäres Ziel ist die Ausbildung zur Forschung und Lehre an Gymnasien und Universitäten.

## Geschichte

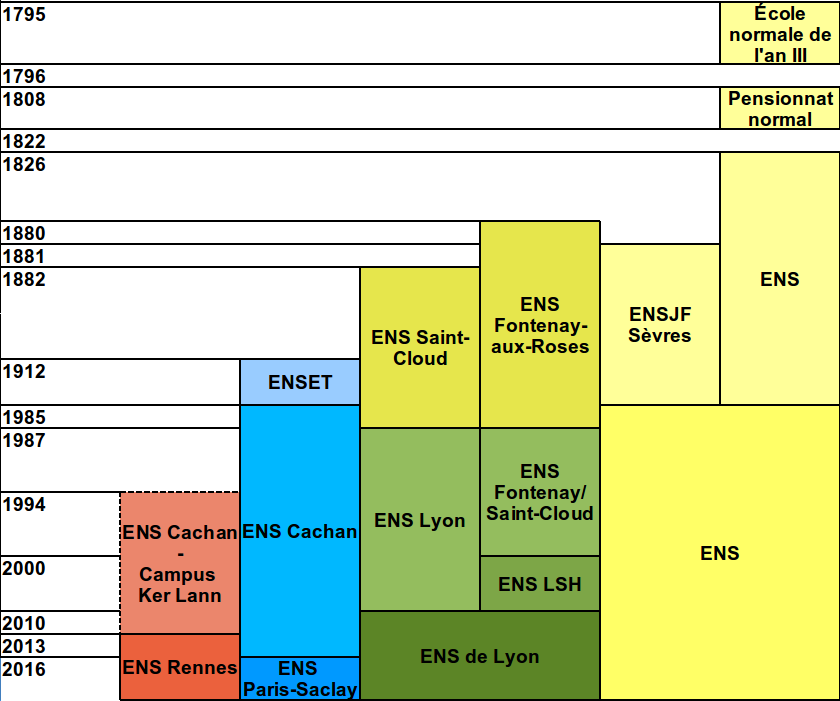
Historischer Überblick der Écoles normales supérieures in Frankreich

Die erste École normale supérieure wurde im Jahre 1795 auf Vorschlag von Joseph Lakanal im Comité d’instruction publique gegründet und ist seitdem in der Rue d’Ulm in Paris beheimatet. Weitere ENS wurden zwischen 1880 und 1882 unter Jules Ferry ins Leben gerufen. Es handelt sich dabei um die ENS Fontenay, die ENSJF in Sèvres sowie die ENS Saint-Cloud. Die École normale supérieure de l’Enseignement technique (ENSET), die heutige ENS Cachan, wurde 1912 gegründet. 1966 wurde schließlich der Status aller Écoles normales supérieures vereinheitlicht.
Nach Reorganisationen im Zuge der Dezentralisierung und der Aufhebung der Geschlechtertrennung existierten in Frankreich seit den 1980er-Jahren drei Écoles normales supérieures:
- ENS (Rue d’Ulm), in Paris
- ENS Lyon, in Lyon
- ENS Paris-Saclay, in Cachan bei Paris

Aus letzterer heraus entstand 2013 (aus der bisherigen Außenstelle Ker Lann) die vierte eigenständige ENS:
- ENS Rennes, in Rennes

Alle ENS wurden ursprünglich als Écoles normales gegründet und im Laufe der Zeit in Écoles normales supérieures umbenannt, um sie von den aufkommenden Écoles normales (primaires) abzugrenzen. Letztere waren Ausbildungsstätten für Kindergarten- und Grundschullehrer und wurden 1990/91 von den Instituts universitaires de formation des maîtres abgelöst.
Im Jahre 1810 gründete Napoleon Bonaparte eine ENS auf italienischem Boden: die Scuola Normale Superiore (SNS) in Pisa.

## Status
Die ENS sind staatliche, wissenschaftliche Hochschulen, die dem französischen Bildungsministerium unterstehen. Sie sollen ihrer Satzung gemäß „durch eine kulturelle und wissenschaftliche Ausbildung auf hohem Niveau die Studenten auf eine Tätigkeit in der angewandten oder der Grundlagenforschung, der Lehre in Universitäten, Vorbereitungsklassen und der Sekundarstufe I und II, sowie im weiteren Sinne auf den Staatsdienst und Tätigkeiten in öffentlichen Einrichtungen oder Unternehmen vorbereiten.“
Wie bei anderen grandes écoles erfordert der Zugang zur ENS nicht nur das baccalauréat (Abitur bzw. Matura), sondern eine exklusive Aufnahmeprüfung (concours). Darauf bereiten sich die Kandidaten in der Regel mit speziellen Kursen vor (classes préparatoires), die an besonders renommierten Lycées angeboten werden.
Ein „normalien“ ist ein Schüler oder ehemaliger Schüler einer der Écoles Normales Supérieures. Viele große Persönlichkeiten aus dem Frankreich des 20. Jahrhunderts kamen aus dieser Schule, sowohl Schriftsteller und Intellektuelle (wie Simone Weil, Jean-Paul Sartre) als auch Forscher (wie Louis Pasteur, Henri Cartan, Jean Perrin) oder Politiker (wie Georges Pompidou, Ulm 1931), verschiedene Medienfiguren (wie Bernard-Henri Lévy) und Unternehmer. 